# Ешкам (Илиноис)
Ешкам (енгл. Ashkum) град је у америчкој савезној држави Илиноис.

## Демографија
По попису из 2010. године број становника је 761, што је 37 (5,1%) становника више него 2000. године.
| Група             | 2000.       | 2010.       |
| Белци             | 716 (98,9%) | 741 (97,4%) |
| Афроамериканци    | 0 (0,0%)    | 2 (0,3%)    |
| Азијати           | 0 (0,0%)    | 1 (0,1%)    |
| Хиспаноамериканци | 5 (0,7%)    | 11 (1,4%)   |
| Укупно            | 724         | 761         |